# 田口祐司
田口祐司（たぐち ゆうじ、1963年6月1日 - ）は、愛知県名古屋市出身のロックミュージシャンである。

## 経歴
日本のロックバンド BL.WALTZ の元メンバーであり、ベーシストとして活躍した。
BL.WALTZ は、 ’88年より楽曲のリリースを重ね、’90年にアルバム 『モノクロームの冒険II』（ポニーキャニオン）でメジャーデビューを果たしている。

## 楽曲・アルバム
- Franny / Orchard's children / つぶやきの森 BL.WALTZ : 『 GARDEN AFFAIR 』 Switch 25WD-0008
- 蒼い風の吹いた夜 / parade BL.WALTZ : 『 モノクロームの冒険II 』 PCCAH_00118
- ワルツ BL.WALTZ ： 『 四分の三拍子の二つのハート 』 PCCAH_003